# Pınarbaşı, Sincik
Kıran là một xã thuộc huyện Sincik, tỉnh Adıyaman, Thổ Nhĩ Kỳ.